# MBK Center
Pour les articles homonymes, voir MBK.
Le MBK Center, aussi appelé Mahboonkrong ou Mabunkrong (thaï : มาบุญครอง), est un énorme centre commercial à Bangkok, Thaïlande. Sur 8 niveaux et 330 mètres de long, il compte pas moins de 2 500 magasins et stands sur une surface commerciale de 89 000 m², ce qui en fait l'un des plus grands centres commerciaux d'Asie. Il est connu entre autres pour ses nombreux vendeurs de téléphones mobiles et autres appareils électroniques qui occupent un niveau entier (le 4e), pour l'habillement tous styles confondus, mais aussi pour les nombreux meubles et autres objets de décoration que l'on peut y trouver. Avec une fréquentation journalière d'environ 105 000 clients, il est considéré comme le plus visité du pays.

## Histoire

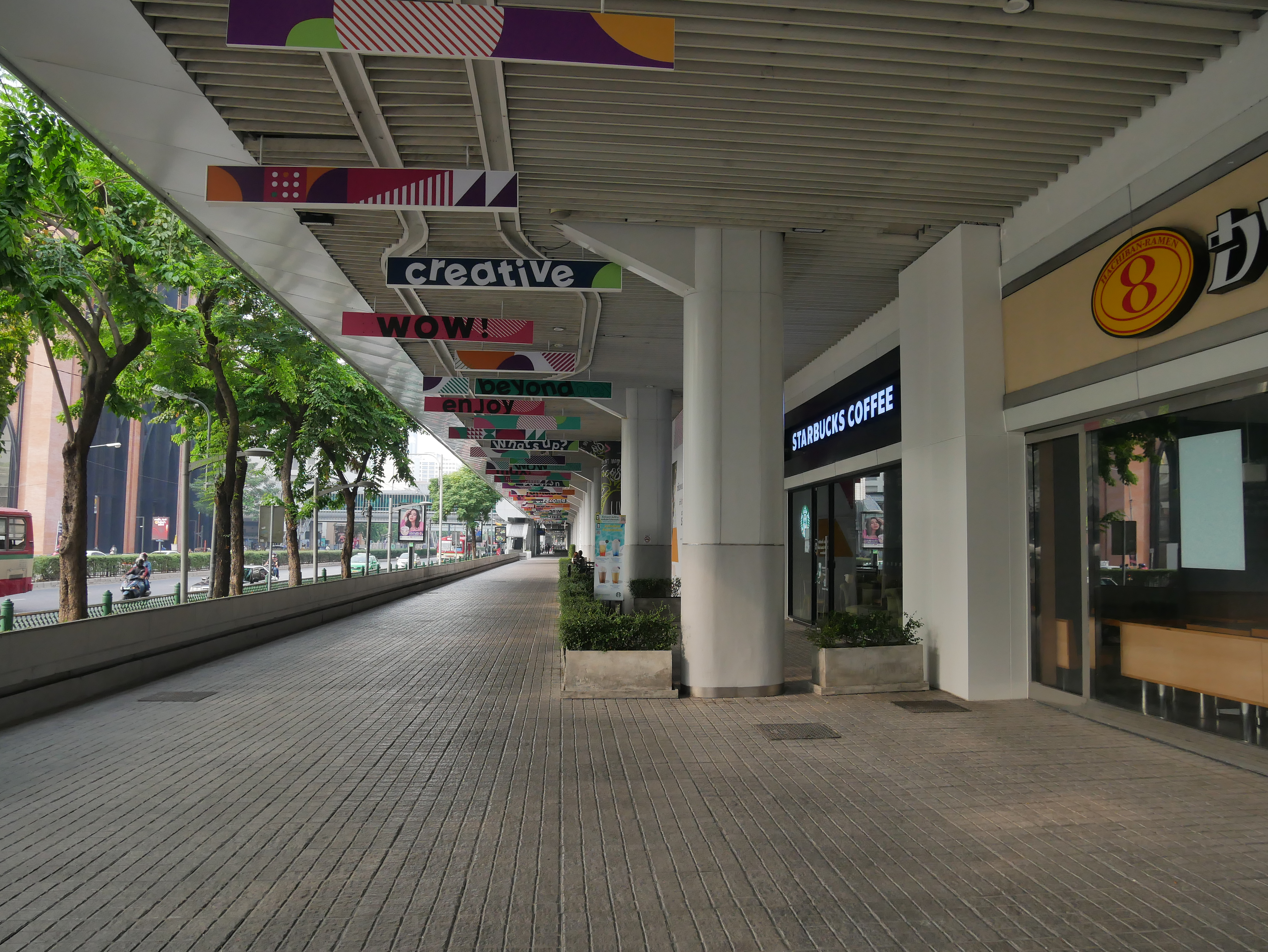
MBK Center in 2022

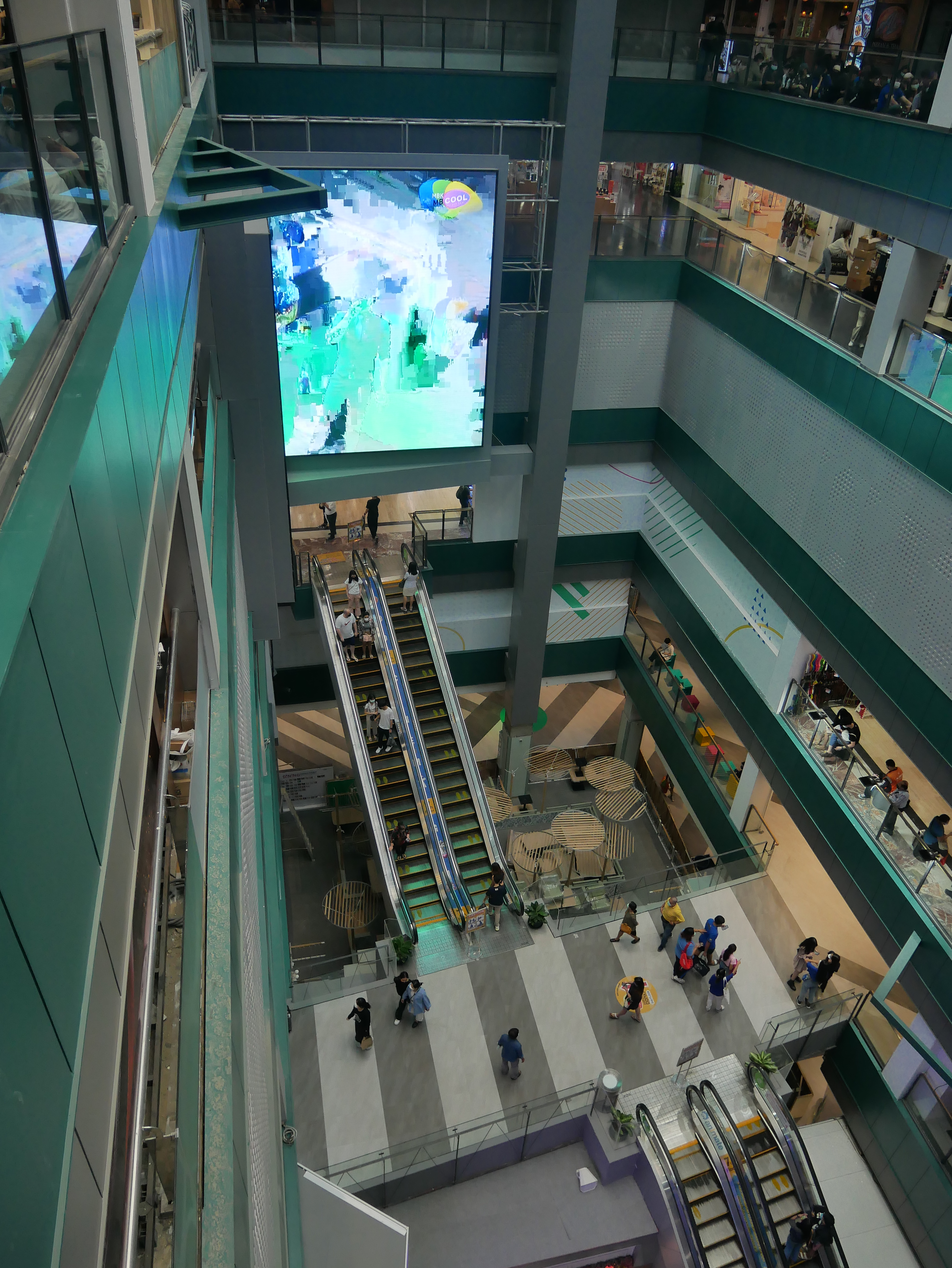
MBK Center Floor in 2021

Construit en 1985 par Chokchai Bulaku, il a pour nom originel commercial Mahboonkrong Center (une combinaison des mots Mah et Boonkhrong,  prénoms respectivement de la mère et du père de Chokchai). Mahboonkrong connaît des problèmes financiers dans ses premières années et est vendu au groupe Dusit Thani. Le nom du centre est raccourci en MBK Center, et il est géré par MBK Plc. Les bustes des parents de Chokchai sont toujours visible devant l'entrée principale du rez-de-chaussée.
Le Mall (centre commercial) a été rénové en 2003-2004 et est devenu l'un des bâtiments les plus reconnaissables de Bangkok.

## Localisation
Localisé dans le district de Pathum Wan, le Mall se situe en bordure de Siam Square aux croisements de Phayathai Road et d'une autre artère portant le nom de Rama 1 Road, pour la partie gauche et Ploenchit Road pour la partie droite. La station National Stadium du Bangkok Skytrain se trouve à moins de 5 minutes à pied du centre.

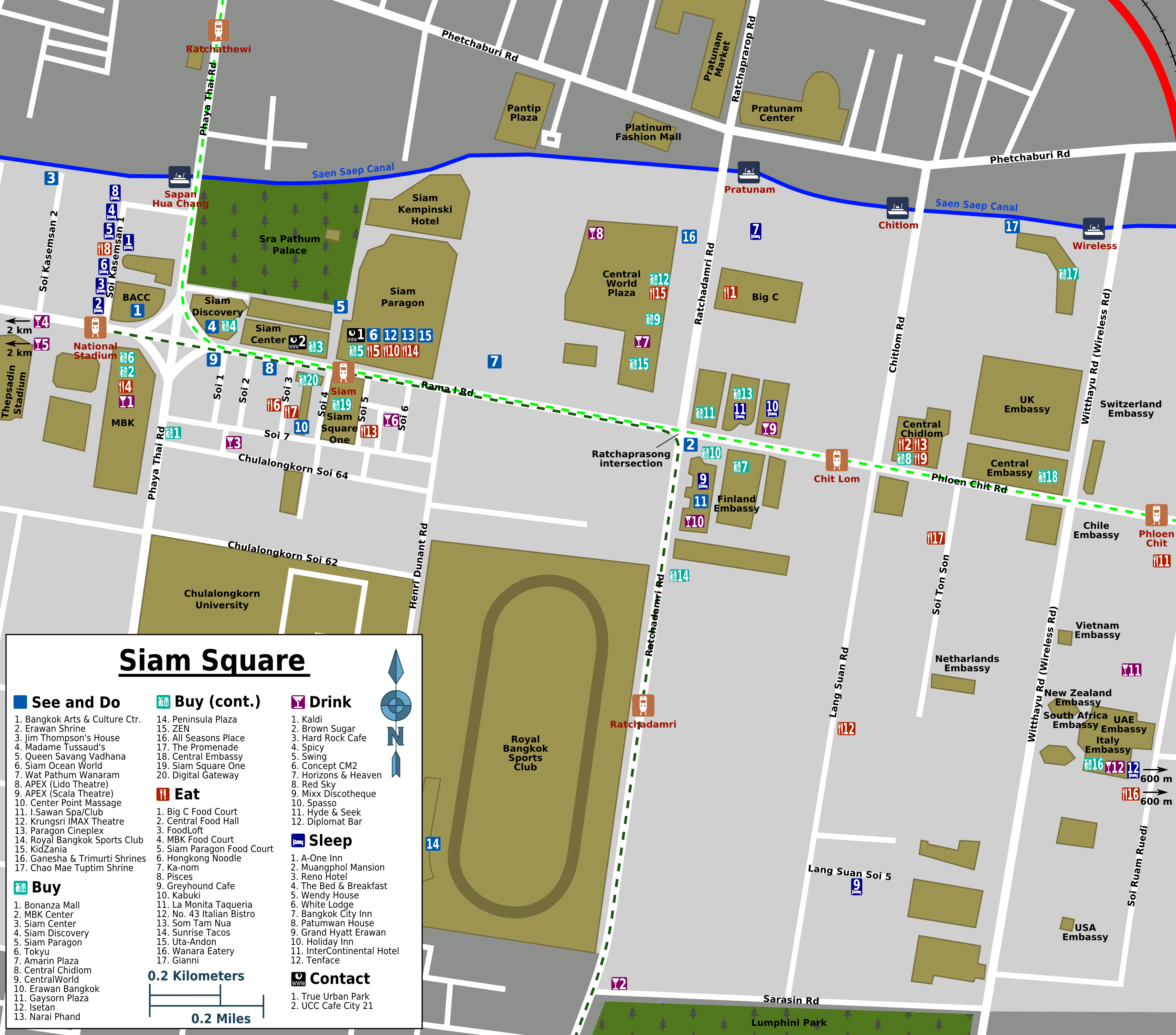
Plan de Siam Square (carré bleu clair 2 : MBK Center)

## Transports
- Bangkok Skytrain (BTS) - National Stadium station ; ou, à quelques pas de là, BTS Siam station.
- Autres - Taxi, Tuk Tuk, bus